# 戈登·傑拉德
戈登·傑拉德（Gordon J. Garradd，1959年—）是一位澳洲業餘天文學家和攝影師。他發現了許多小行星和彗星，包括雙曲線彗星C/2009 P1和大麥哲倫星雲中的四顆新星。

## 成就
他曾在美國和澳洲的多家天文機構工作過，最近在賽丁泉天文台從事賽丁泉巡天計劃，該計劃是美國國家航空暨太空總署資助的卡特林那巡天系統計劃的一部分（2002年至2011年）。截至 2016 年，小行星中心已認定他發現了31顆小行星。有16顆彗星和一顆小行星以他的名字命名。他發現的彗星包括一顆木星族彗星—傑拉德1號彗星（186P/Garradd）以及恩克型彗星傑拉德4號彗星（259P/Garradd）。

## 榮譽
與火星相交的小行星5066以他的名字命名。